# ابوالحسن هاشمی قرشی
ابوالحسن الهاشمی القرشی (عربی: أبو الحسن الهاشمی القرشی) (درگذشته ۱۵ اکتبر ۲۰۲۲) شبه‌نظامی عراقی و خلیفه سومداعش بود که در ۱۵ اکتبر ۲۰۲۲ توسط اعضای سابق ارتش آزاد سوریه کشته شد. وی در ۱۰ مارس ۲۰۲۲ در پیامی صوتی توسط سخنران جدید داعش، ابوعمر مهاجر که بیش از یک ماه پس از مرگ سلف وی ابوابراهیم هاشمی قرشی اعلام شد، به عنوان خلیفه معرفی شد. در این پیام آمده است که با ابوالحسن در پاسخ به وصیت خلیفه پیشین بیعت شده است.
بنا به ادعای خبرگزاری‌های ترکیه او در خرداد ۱۴۰۱ در استانبول دستگیر شد. ولی دولت ترکیه از تأیید یا تکذیب این خبر خودداری کرده است.

## هویت
ابوالحسن کنیه اوست. الهاشمی ادعا می‌کند مانند خلفای پیشین دولت اسلامی از نوادگان اهل بیت محمد و از طایفه هاشم از قبیله قریش است.
العین نیوز گزارش داده که نام واقعی القرشی زید العراقی است. او عراقی است و امیر دیوان معارف بوده است.
به گفته دو مقام امنیتی عراق که نامشان فاش نشده است، نام واقعی القرشی جمعه عوض البدری است و او برادر بزرگ ابوبکر البغدادی، رهبر سابق داعش است. تحقیقات هشام الهاشمی، مورخ عراقی که در سال ۲۰۲۰ منتشر شد، حاکی از آن بود که القرشی رئیس مجلس پنج نفره شورا بود.

## کشته شدن
در ۳۰ نوامبر ۲۰۲۲، دولت اسلامی اعلام کرد که ابوالحسن در جریان نبرد کشته شده است. ابوعمر، سخنگوی داعش، خبر را در همان روز تأیید کرد. سنتکام نیز تأیید کرد که ابوالحسن خود را با جلیقه انتحاری در جریان درگیری با اعضای سابق ارتش آزاد سوریه که در میانه‌های اکتبر کشته است.

## یادداشت
1. ↑  داعش خود را خلافت و رهبرش را خلیفه معرفی می‌کند، اما اکثریت قریب به اتفاق مسلمانان این را قبول ندارند و بسیاری از علما و نویسندگان مسلمان آن را مورد مناقشه قرار می‌دهند.[۳][۴][۵]